# Josef Neumann (Politiker, 1960)

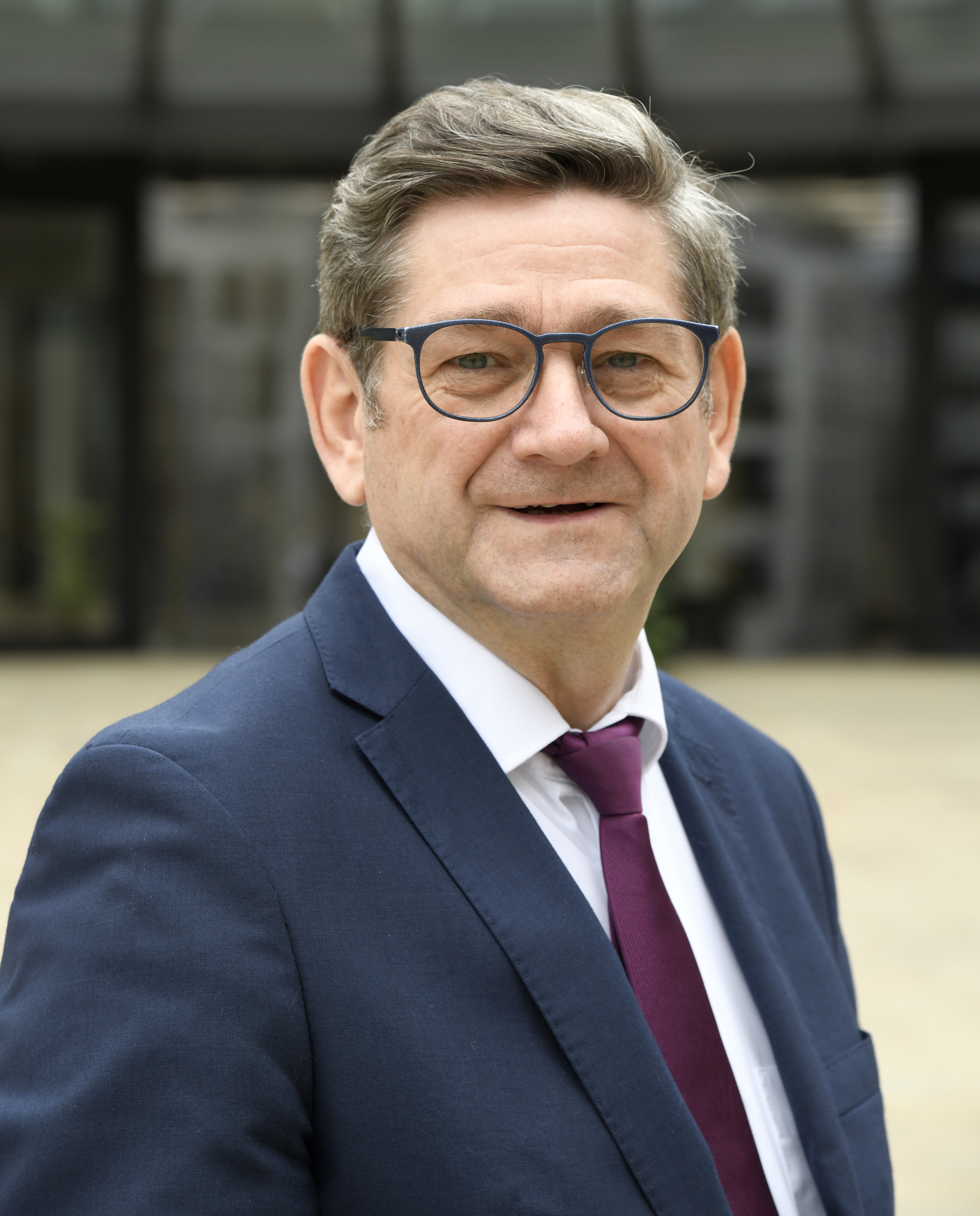
Josef Neumann, 2023

Josef Neumann (* 7. November 1960 in Stary Targ, Polen) ist ein deutscher Politiker (SPD) und seit 2010 Abgeordneter im Landtag Nordrhein-Westfalen.

## Leben
Josef Neumann wuchs im polnischen Stary Targ auf, in der Region Danzig. Im Alter von zehn Jahren reiste er mit seiner Familie im Rahmen der Familienzusammenführung als Spätaussiedler in die Bundesrepublik aus.
Nach dem Besuch der Hauptschule in Lippetal absolvierte Neumann von 1976 bis 1979 eine Ausbildung zum Betonstein- und Terrazzohersteller; von 1982 bis 1984 folgte eine Ausbildung zum Heilerziehungspfleger an der Gotthilf-Vöhringer-Schule in Wilhelmsdorf. Bis 1988 war er in einer Lebenshilfe-Werkstatt für Menschen mit Behinderung beschäftigt.
Die Weiterbildung zum Gewerkschaftssekretär beim DGB-Bundesvorstand erfolgte in den Jahren 1989 und 1990. Anschließend war er als Gewerkschaftssekretär tätig, zuletzt als Geschäftsführer bei der ÖTV-Kreisverwaltung Rhein-Wupper.
2001 wechselte Neumann als Geschäftsführer zur Lebenshilfe-Werkstatt für Behinderte gGmbH Solingen und weiterer Integrationsunternehmen der Lebenshilfe Solingen, wo er bis zum Antritt seines Landtagsmandats bis 2010 tätig war. Seither ist Neumann Mitglied des Landtags Nordrhein-Westfalen.

## Politik
Neumann ist seit 1978 Mitglied der SPD. Von 1984 bis 1990 war er Mitglied im Rat der Gemeinde Lippetal.
Seit der Landtagswahl 2010 ist Neumann Abgeordneter des Nordrhein-Westfälischen Landtags. Dort vertritt er den Landtagswahlkreis Wuppertal III – Solingen II. Seit seinem Einzug in den Landtag 2010 erhielt Neumann bisher viermal in Folge das Direktmandat für diesen Wahlkreis, zuletzt bei den Landtagswahlen 2022.
Von 2011 bis 2021 war Neumann Vorsitzender des SPD-Unterbezirks Solingen. Im Februar 2025 gab Neumann bekannt, das er sich für die Nachfolge des im  Oktober 2025 scheidenden Solinger Oberbürgermeisters Tim Kurzbach zur Wahl stellen wird.

### Schwerpunkte
Aktuell ist Josef Neumann Vorsitzender im Ausschuss für Arbeit, Gesundheit und Soziales. Darüber hinaus ist er ordentliches Mitglied im Ausschuss für Europa und Internationales. Neumann ist zudem stellvertretender Vorsitzender der Parlamentariergruppe „Polen, Ukraine, Mittel- und Osteuropa, Baltikum“.
In der „Stiftung Wohlfahrtspflege NRW“ ist Josef Neumann Mitglied im Stiftungsrat, ebenso wie im Kuratorium der „Stiftung Gerhart-Hauptmann-Haus“ in Düsseldorf. Zwischen 2012 und 2018 war Neumann Vertreter Nordrhein-Westfalens im Kongress der Gemeinden und Regionen des Europarates (KGRE).
Neumann ist Mitglied in einigen Vereinen und Organisationen. Dazu gehören u. a. die AWO, die Lebenshilfe e. V., der Verein zur Förderung der Behindertenhilfe in Georgien e. V. und der Tierpark Fauna e. V. Seit Jahren engagiert sich Neumann für bessere Arbeitsbedingungen der Beschäftigten in der asiatischen und afrikanischen Textilindustrie.
Vielfach setzt sich Neumann ein für den Austausch zwischen Ost- und Mitteleuropa, speziell Deutschland und Polen. Als Vorsitzender des Vereins „Trans-Europa. Verein zur Förderung der europäischen Entwicklung e. V.“ mit Sitz in Solingen ist er in der Ukraine-Hilfe aktiv. Am 3. Mai 2023 wurde er in Aachen für sein Engagement zur Förderung des deutsch-polnischen Dialogs mit dem Polonicus-Preis ausgezeichnet.
Für die gesellschaftliche Teilhabe von Menschen mit Behinderung in allen Lebensbereichen engagiert sich Neumann vielfach, so auch in seiner Tätigkeit als Vorsitzender im Verein zur Förderung der Gehörlosen in Wuppertal e. V.